# Astrosphaeriella striataspora
Astrosphaeriella striataspora är en svampart som först beskrevs av K.D. Hyde, och fick sitt nu gällande namn av K.D. Hyde 1992. Astrosphaeriella striataspora ingår i släktet Astrosphaeriella och familjen Melanommataceae.   Inga underarter finns listade i Catalogue of Life.